# مو بيرغ
مو بيرغ (بالإنجليزية: Moe Berg) هو لاعب كرة قاعدة وجاسوس أمريكي، ولد في 2 مارس 1902 في هارلم في الولايات المتحدة، وتوفي في 29 مايو 1972 في بيلفيل ‏ في الولايات المتحدة.

## وصلات خارجية
- مو بيرغ على موقعبيزبول رفرنس.كوم (الدوري الرئيسي) (الإنجليزية)
- مو بيرغ على موقعبيزبول رفرنس.كوم (الدوري الثانوي) (الإنجليزية)
- مو بيرغ على موقع جمعية أبحاث البيسبول الأمريكية (الإنجليزية)
- مو بيرغ على موقع مشجعي الرسوم البيانية (الإنجليزية)